# Дхармашастры
Дхармаша́стры (IAST: Dharmaśāstra в переводе с санкр. — «наставление в дхарме») — древнеиндийские тексты, излагающие религиозные правила поведения, а также древние законы. Были выработаны из ведийских дхармасутр (VI—V века до н. э.), с добавлением материала, почёрпнутого из грхьясутр (руководств домашней жизни), обычного права и т. д. Если дхармасутры написаны большей частью эпическими двустишиями (шлоками), то а дхармашастры — главным образом прозой, и получили несравненно более широкое распространение, чем дхармасутры, всегда имевшие значение только для той или другой ведийской школы.
Дхармашастры собственно являются наставлениями по выполнению религиозного долга. В Древней Индии дхармашастры составлялись различными школами богословов и использовались как религиозно-правовые трактаты.
Дхармашастры содержали различные нормы поведения: правовые, религиозные и морально-этические, такие нормы, которые были добродетельны с точки зрения брахманизма. Дхармашастры формально не были сборниками законов и не имели обязательной силы. Но они являлись основными предписаниями и правилами, которые определяли как должен был поступать человек в общественной и личной жизни в зависимости от того к какой касте или сословию он принадлежал.
До нашего времени дошло более двадцати дхармашастр, как целиком так и в отрывках. Большинство из них относится к I—IV векам нашей эры. Эти тексты предоставляют богатый материал для исследователей, по которому можно судить о жизни общества в Древней Индии.
Наиболее известными Дхармашастрами являются: «Ману-смрити» («Законы Ману»), «Нарада-смрити» и «Яджнавалкья-смрити».
Дхармашастры находятся в каноне текстов смрити только у Смарта Сампрадаи.